# Staurastrum hantzschii
Staurastrum hantzschii là một loài Song tinh tảo trong họ Desmidiaceae, thuộc chi Staurastrum.